# John de la Pole, 2:e hertig av Suffolk
John de la Pole, 2:e hertig av Suffolk, född den 27 september 1442, död 1491 eller 1492, var en engelsk ädling, son och arvinge till William de la Pole, 1:e hertig av Suffolk, far till Edmund de la Pole, 3:e hertig av Suffolk.
Suffolk slöt sig under Rosornas krig till Yorkpartiet och gifte sig (före oktober 1460) med hertig Rikards av York dotter Elisabet, syster till Edvard IV. 
Han användes av Edvard i flera viktiga värv, slöt sig efter dennes död till Rikard III och hyllade efter slaget vid Bosworth Field Henrik VII, vilken alltid, trots hans sons avfall, omfattade honom med förtroende.